# Бєліков Володимир Едуардович
Володимир Едуардович Бєліков (нар. 1 грудня 1998, Харків, Україна) — український фігурист, що виступає у спортивних танцях на льоду. Починаючи з сезону 2016/2017, його парнерка — Дар'я Попова. Чемпіон України з фігурного катання у танцях на льоду (2018). Багаторазовий призер етапів юніорського Гран Прі.
Станом на 28 грудня 2019 року пара займає 26-е місце в рейтингу Міжнародного союзу ковзанярів (ІСУ).

## Біографія
Володимир Бєліков народився 1 грудня 1998 року в Харкові.
У 2014 році розпочав навчання у Харківській державній академії фізичної культури.

## Спортивна кар'єра

### Ранні роки
Бєліков почав вчитися кататися в 2004 році. Спочатку його партнеркою була Ганна Демиденко, а починаючи з 2013 року стала Анжеліка Юрченко. У серпні 2014 року вони дебютували на серії Гран-прі серед юніорів та посіли 13-е місце на етапі у Куршавелі, Франція. Вони досягли свого найкращого результату (8-е місце) у серпні 2015 року в Ризі, Латвія. Після здобуття золота на чемпіонаті України серед юніорів 2016 року їх пара представляла Україну на Зимових юнацьких Олімпійських іграх 2016, що відбулися у лютому в Норвегії. Вони посіли п'яте місце в обох програмах і п'яте місце у підсумку. У березні дует змагався на Чемпіонаті світу з фігурного катання 2016 року у Дебрецені, Угорщина. Вони зайняли 15 місце в ритмічному танці, 16 у довільній програмі та 15 у підсумку. Тренувався дует у Харкові під керівництвом Галини Чурилової та Маріани Козлової.

### 2016—2017 сезон
У 2016 році Володимир став партнером Дар'ї Попової. Їх пару продовжувала тренувати Галина Чурилова та Маріана Козлова. Вони дебютували на міжнародному рівні на етапі Гран-прі в Чехії на початку вересня 2016 року. Пізніше пара посіла 8-е місце в Остраві і 7-е місце на своєму наступному етапі Гран-прі, в Таллінні, Естонія. Дует зайняв срібло на дорослому рівні Чемпіонату України з фігурного катання, перш ніж виграти золото на юніорському рівні.
Їх пара була відібрана для представлення України на Чемпіонаті світу з фігурного катання 2017 року в Тайбеї, Тайвань: вони зайняли 11-е місце в короткому танці, 12-е місце у вільному танці, та 12-е — в загальному рейтингу.

### 2017—2018 сезон
Їх міжнародний дебют на дорослому рівні відбувся в листопаді на змаганні Open Cup в Ризі, Латвія. Вони завоювали срібло на цьому заході, поступившись лише танцювальній парі з Німеччини — Катаріні Мюллер та Тіма Діка.
Продовжуючи на дорослому рівні, Попова та Бєліков посіли 9-е місце на CS 2017, 8-е на Santa Claus Cup, та друге на Чемпіонаті України. Вони були включені в команду України на чемпіонат Європи з фігурного катання 2018 року, який відбувся в січні в Москві, але їх балів за короткий танець не вистачило для допуску в довільну програму. В підсумку вони посіли 22-е місце. У березні вони змагалися на Чемпіонаті світу серед юніорів в Софія (Болгарія), зайнявши 9 місце в короткому танці, 11-му на вільному і 11-те в загальному рейтингу.

### 2018—2019 сезон
Попова та Бєліков завоювали бронзу на етапі Гран-прі серед юніорів в Каунасі, Литва.
В цьому сезоні вони вперше виграли Чемпіонат України з фігурного катання, що дало їм змогу виступити на Чемпіонаті Європи, де вони в підсумку посіли 16-те місце.

## Спортивні результати[7]

### У парі зДарією Поповою
| Міжнародні змагання                | Міжнародні змагання | Міжнародні змагання | Міжнародні змагання | Міжнародні змагання | Міжнародні змагання |
| Змагання/ Сезон                    | 15–16               | 16–17               | 17–18               | 18-19               | 19-20               |
| ---------------------------------- | ------------------- | ------------------- | ------------------- | ------------------- | ------------------- |
| Чемпіонати світу                   |                     |                     |                     |                     |                     |
| Чемпіонати Європи                  |                     |                     | 22                  | 16                  |                     |
| Серія Челенджера: Tallinn Trophy   |                     | 9                   | 5                   |                     |                     |
| Серія Челенджера: Ice Star         |                     |                     |                     |                     |                     |
| Серія Челенджера: Lombardia        |                     |                     |                     |                     |                     |
| Серія Челенджера: U.S. Classic     |                     |                     |                     |                     |                     |
| Серія Челенджера: Warsaw Cup       |                     |                     |                     | 7                   |                     |
| Серія Челенджера: U.S. Classic     |                     |                     |                     |                     |                     |
| Серія Челенджера: Warsaw Cup       |                     |                     |                     |                     |                     |
| Серія Челенджера: Nebelhorn Trophy |                     |                     |                     | 12                  |                     |
| Ice Star                           |                     |                     |                     |                     |                     |
| Santa Claus Cup                    |                     |                     |                     | 8                   |                     |
| Volvo Open Cup                     |                     |                     | 2                   |                     |                     |
| Міжнародні юніорські змагання      |                     |                     |                     |                     |                     |
| Юніорські чемпіонати світу         |                     | 12                  | 11                  | 11                  |                     |
| Юнацькі Олімпійські ігри           |                     |                     |                     |                     |                     |
| Фінал юніорського Гран-прі         |                     |                     |                     |                     |                     |
| Ljubljana Cup                      |                     |                     |                     | 4                   |                     |
| Amber Cup                          |                     |                     |                     | 3                   |                     |
| Baltic Cup                         |                     |                     | 5                   |                     |                     |
| Minsk Arena Cup                    |                     |                     | 7                   |                     |                     |
| Tallinn Cup                        |                     | 7                   |                     |                     |                     |
| Czech Skate                        |                     | 8                   |                     |                     |                     |
| Volvo Open                         |                     |                     |                     | 3                   |                     |
| Istanbul Cup                       |                     |                     |                     |                     |                     |
| NRW Trophy                         |                     | 4                   |                     | 1                   |                     |
| Santa Cup                          |                     |                     |                     |                     |                     |
| Jegvirag Cup                       |                     |                     | 1                   |                     |                     |
| Національні змагання               |                     |                     |                     |                     |                     |
| Чемпіонат України                  |                     | 2                   | 2                   | 1                   | 2                   |

## Програми

### У парі зДарією Поповою
| Сезон     | Ритмічний танець (коротка програма)                                              | Довільна програма                                                                |
| --------- | -------------------------------------------------------------------------------- | -------------------------------------------------------------------------------- |
| 2018–2019 | - Вальс: Larrons en foire (з фільму "Невдахи") у виконанні Рафаеля Беауе - Танго | - Chopin Nocturne у виконанні Девіда Ґарретта - Run у виконанні Людовіко Ейнауді |

## Галерея

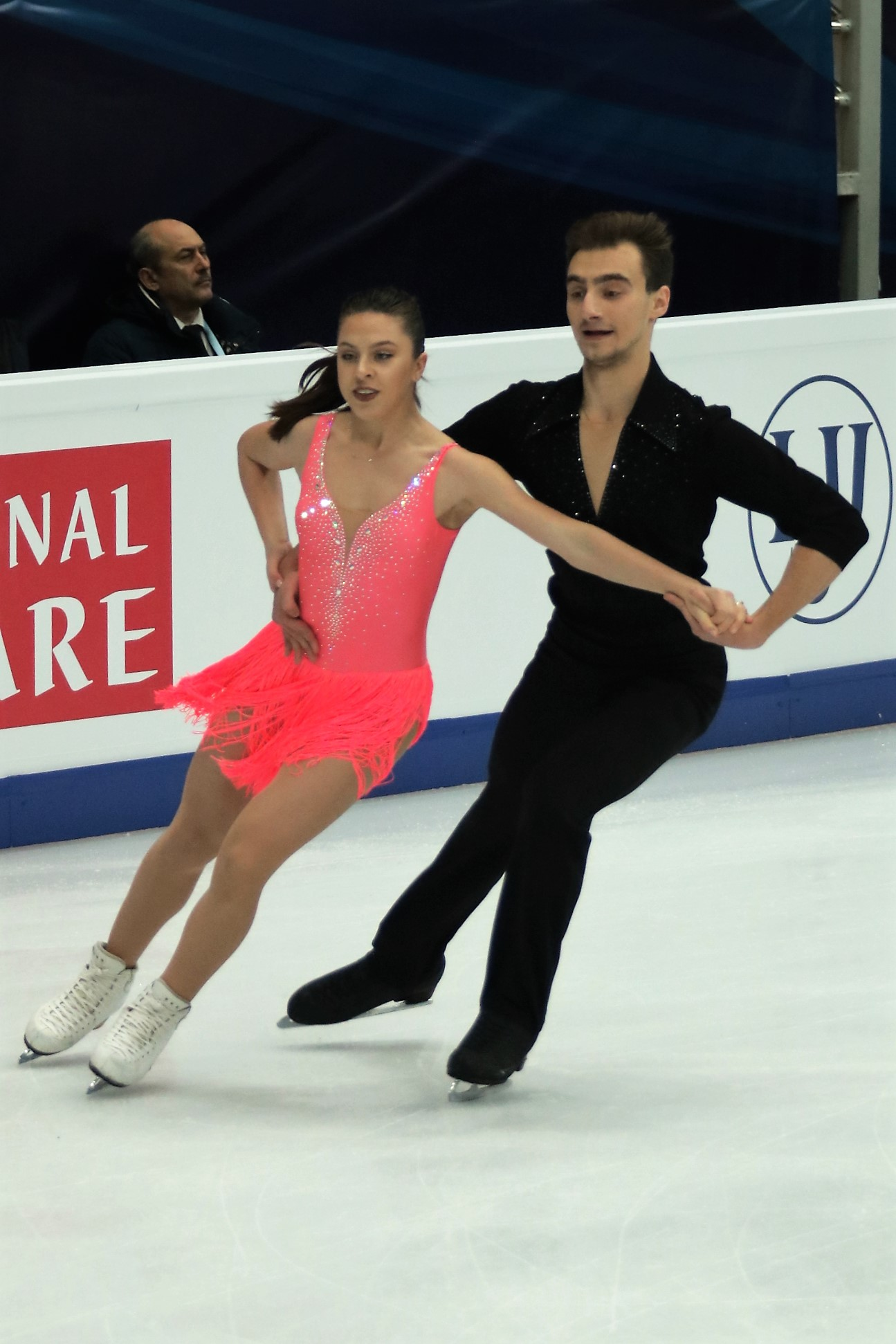
Дар'я Попова та Володимир Бєліков на Чемпіонаті Європи з фігурного катання 2018 в Москві, Росія. Ритмічний танець
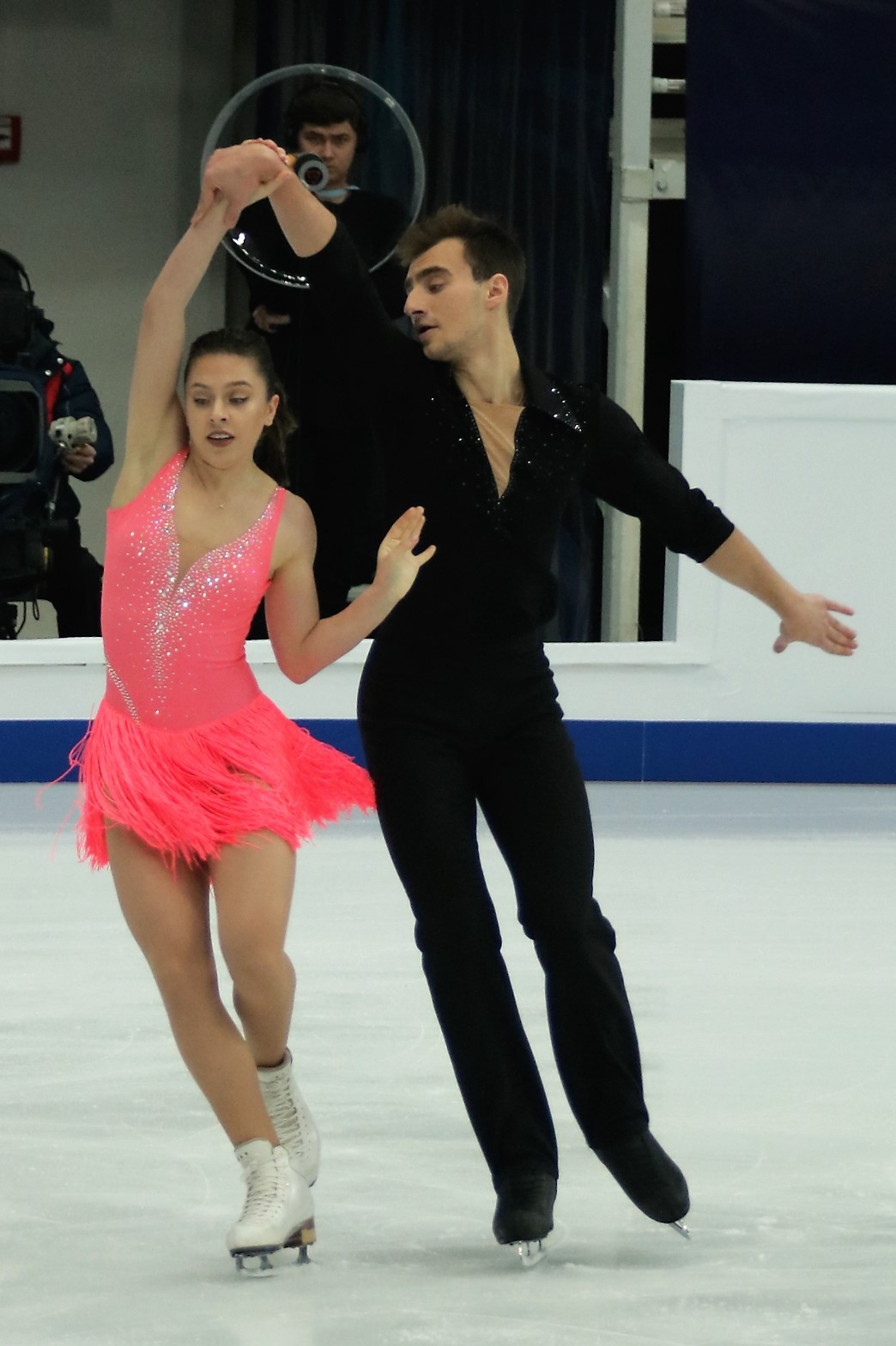
Дар'я Попова та Володимир Бєліков на Чемпіонаті Європи з фігурного катання 2018 в Москві, Росія. Ритмічний танець
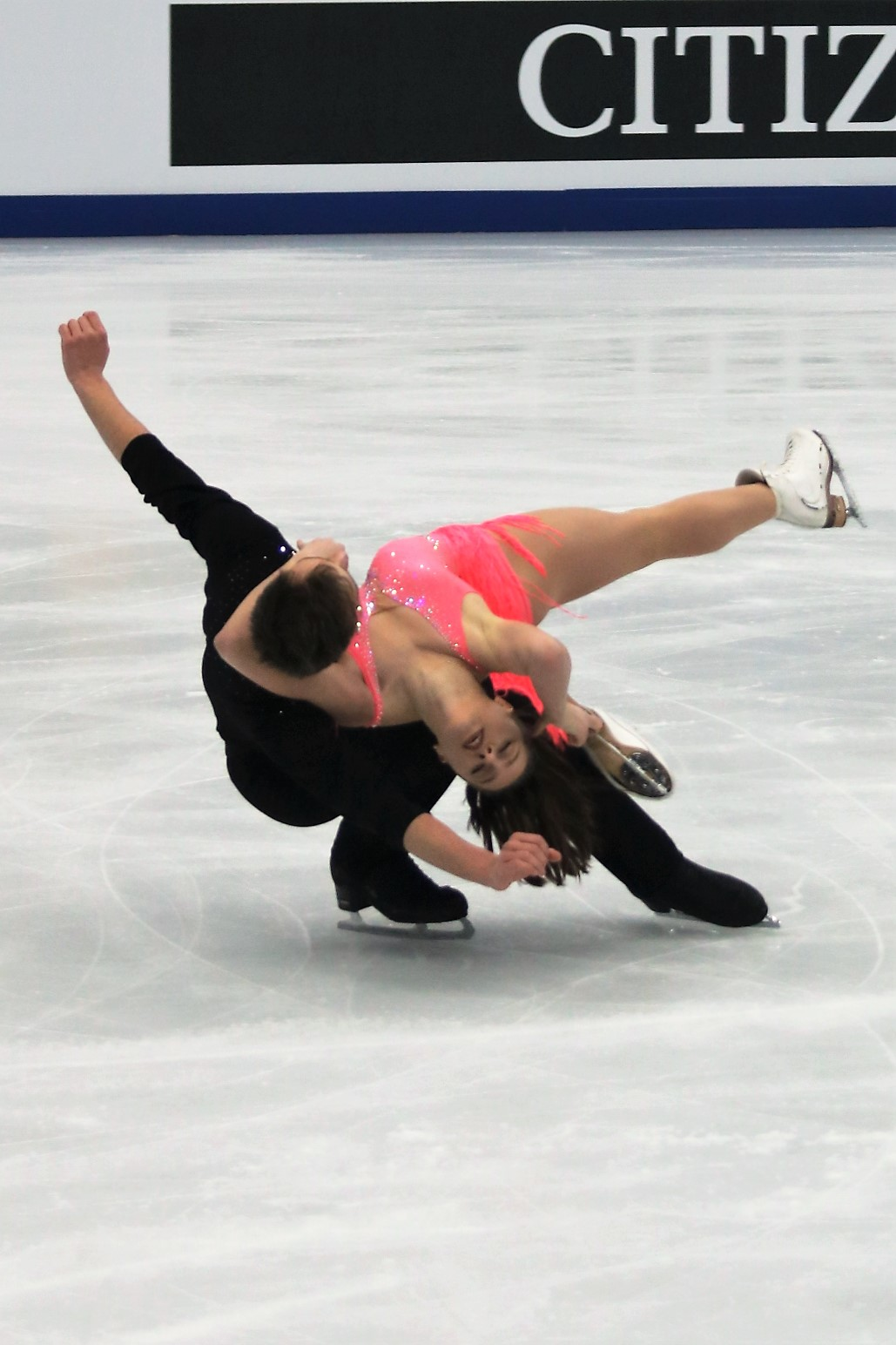
Дар'я Попова та Володимир Бєліков на Чемпіонаті Європи з фігурного катання 2018 в Москві, Росія. Ритмічний танець